# 5時からワイド
『5時からワイド』（ごじからワイド）は、山口朝日放送の1993年10月1日開局日から2000年12月22日まで生放送されていた夕方ワイド番組。その名の通り、平日17時台（夕方5時台）に放送されていた。

## 番組概要
- 山口県内の身近な情報を中心に、取り扱っていた情報番組。開局と同時に開始した番組であるが、山口県内の局でははじめての夕方ワイド番組[1]でもある。

- 当番組は事実上『ステーションEYE』→『ANNスーパーJチャンネル』のローカルパートを兼ねており、本来のローカル枠である18時台後半にはテレビアニメを編成していた。

- 1997年の改編で『ANNスーパーJチャンネル』開始後はアニメ枠が『やじうまワイド』の前である5:20 - 5:50に移動したため、当該時間は東京発のニュースをそのまま流していた。ただし、重大事件があった時には『YABステーションEYE』（テレビ朝日発の『ステーションEYE ANN』を内包）を17:00から放送し、本番組の放送開始時刻を18:30に遅らせていた（そのため、アニメを楽しみにしていた視聴者に対して番組冒頭でお詫びを述べたことがあった）。

- その一方で番組放送開始当時、テレビ朝日では金曜 17:30 - 17:55に編成されていた『スーパー戦隊シリーズ』枠は、YABでは本番組の放送を優先していた関係上、同じ金曜でも（一週間遅れの）16:30 - 16:55に編成されていた。この措置は、1997年春（4月6日）の改編で『電磁戦隊メガレンジャー』が日曜 7:30 - 8:00へ移動し、YABも同時ネットへと移行するまで続いた。

## 主なコーナー
- 山口たべちゃうぞ! - 番組開始時にスタートしたコーナー。担当は阿曽孝子 → 重田ちあき → 藤田理恵。

- 特集

- 県内ニュース・お天気

## 放送時間
- 月曜 - 金曜 17:00 - 18:00（1998年10月5日以降は16:55 - 17:54）